# Carl Gottfried Hancke
Carl Gottfried Hancke (eller Karl Hanke) (døbt 5. december 1749 – død 10. juni 1803) var en tjekkiskfødt komponist og dirigent, der virkede i Slesvig og Flensborg fra 1786 til sin død.
Han var født i Roßwalde/Slezske Rudoltice i Mähren/Tjekkiet, og kom via forskellige poster som ”musikdirektør” i Mellemeuropa det Seylerske Theater i Hamborg og i 1786 i til hofteatret i Slesvig. I 1792 rejste han videre til Flensborg som en slags chef for musikken i denne by. Han skulle oprette en syngeskole og sørge for at byens musikliv tog et opsving.
Det lykkedes ham at få dannet en koncertinstitution og bygget en koncertsal, til hvis indvielse han komponerede musikken til en kantate, og hvor flere andre af hans værker blev opført. Senere blev han ansat i et fast job som kantor og komponerede i den egenskab en del kirkemusik.

## Musik
- Instrumentalmusik (et større antal i alle genrer)
- Gesänge und Chöre für Kenner und Liebhaber, I-IV (1790 – 91)
- Gesänge und Lieder einheimischer Dichter, I-II (1798).
- Sange til tekster af Johann-Heinrich-Voß
- Robert und Hannchen (komisk syngespil 1781)
- Lustigen Tag oder Die Hochzeit des Figaro (1785 Hamburg)
- Xaphire (opera 1786)
- Dr. Fausts Leibgürtel (ca. 1786)
- Hüon und Amande (opera 1790)